# Yadira Lira Navarro
Pour les articles homonymes, voir Navarro (homonymie).
Yadira Lira Navarro (née le 10 juillet 1973) est une karatéka mexicaine qui a remporté le titre de championne du monde en kumite individuel féminin moins de 60 kilos aux championnats du monde de karaté 2004 à Monterrey, au Mexique.

## Palmarès
- 18 novembre 2004 :  médaille d'or en kumite individuel féminin moins de 60 kilos aux championnats du monde de karaté 2004 à Monterrey, au Mexique[1].
- 2006 :
  - 7e en kumite individuel féminin plus de 60 kilos aux championnats du monde de karaté 2006 à Tampere, en Finlande[2]
  - 15 octobre :  Médaille d'argent en kumite individuel féminin open aux mêmes championnats[2].